# Полковая Никитовка
Полковая Никитовка (укр. Полкова Микитівка) — село,
Полково-Никитовский сельский совет,
Богодуховский район,
Харьковская область, Украина.
Код КОАТУУ — 6320887001. Население по переписи 2001 г. составляло 1095 (506/589 м/ж) человек.
Являлся до 2020 года административным центром Полково-Никитовского сельского совета, в который другие населённые пункты не входили.

## Географическое положение
Село Полковая Никитовка находится на правом берегу реки Мерла.
Выше по течению примыкает к селу Губаревка.
На противоположном берегу расположен пгт Гуты.
В 4-х км находится железнодорожная станция Губаревка.
Через село проходит автомобильная дорога Р-26.

## Происхождение названия
Село Полковая Никитовка носит имя основателя — полковника Уманского полка Никиты Кондратьевича Сененка, которому дана была Жалованная грамота на эти земли в 1676 году.

## История
- 1686 год — дата первого упоминания слободы Полковой Никитовки, которая была заселена как переселенцами с Правобережья Днепра, так крестьянами — выходцами из России[1].
- Советская власть была установлена в январе 1918 года[2].
- В декабре 1920 года была зарегистрирована сельхозартель «Любовь к труду»[2].
- В 1922 году основана сельхозартель имени Луначарского[2].
- К 1929 году в селе было создано семь колхозов[2].
- Коллективизация завершена в 1932 году со 100-процентным охватом населения[2].
- 10 октября 1941 года началась нацистская оккупация села[2](см. Немецкая оккупация территории СССР).
- 10 августа 1943 село было окончательно освобождено от немцев 5-й гв. танковой армией[2].
- В 1960 году колхозы села были объединены в укрупнённый колхоз имени немецкого коммуниста Эрнста Тельмана[2], доход которого в 1965 составил 690 367 советских послереформенных рублей в год[2].
- В 1966 году в селе проживали 2007 человек населения[2].
- При СССР в селе были организованы и работали колхоз имени Тельмана, центральная усадьба которого находилась тут, в котором были автопарк, автозаправочная станция (АЗС), агроотдел, зоотдел, контрольно-пропускной пункт (КПП), пункт технического обслуживания (ПТО), весовая, пождепо, три номерные молочно-товарные фермы, детский сад[3].

## Экономика
- В селе при СССР были молочно-товарная ферма.
- КСП им. Тельмана (переименовано в 2016) - специализация зерно, свекла, молоко.

## Объекты социальной сферы
- Школа I—III ст.

## Известные люди
- Калмык, Николай Иосифович (1913—2000) — советский партийный деятель, первый секретарь Смоленского обкома КПСС.
- Терезов Евгений Матвеевич (1917—1943), Герой Советского Союза, похоронен в селе Полковая Никитовка.
- Олейник Анна Андреевна — мать шестерых детей, звание «Мать-героиня».
- Чурилович Анастасия Александровна - мать одиннадцати детей, звание "Мать-героиня"
- Чурилович Любовь Петровна — мать шести детей, звание «Мать-героиня».
- Яценко Кондрат Яковлевич (1909—1993) — ветеран Великой Отечественной войны, председатель колхоза имени 1-й Конной Армии в ст. Белореченская (1947-1953).
- Яценко Иван Филиппович (20.01.1914-?) - ветеран  Великой Отечественной войны, полковник. Награды: Медаль «За боевые заслуги», Орден Красного Знамени, Орден Красной Звезды, Медаль «За победу над Германией в Великой Отечественной войне 1941–1945 гг.», Орден Отечественной войны II степени.

## Достопримечательности
- Скифское городище середины І тыс. до н. э.
- Древнерусское городище.
- Братская могила советских воинов, среди которых похоронен Терезов Е .М. — Герой Советского Союза и Памятный знак воинам-односельчанам. Похоронено 69 воинов.

## Религия
- Церковь Успения Пресвятой Богородицы. Храм был основан в 1793 году. В километре от ныне действующей церкви, в яру стоит крест, в память о былом храме, который уничтожили в 30-е годы XX века. В 1997 году под церковь выделили помещение, в котором по настоящее время ведутся Богослужения.